# Caribicus anelpistus
Caribicus anelpistus — вид веретільницеподібних ящірок родини Diploglossidae. Ендемік Домініканської Республіки.

## Поширення й екологія
Caribicus anelpistus відомі з типової місцевості, що лежить у провінції Сан-Кристобаль, на висоті 170 м над рівнем моря. Вони жили в широколистяних тропічних лісах, наразі знищених і перетворених у плантації цукрової тростини та апельсинів. Caribicus anelpistus відомі лише за типовою серією 1977 року, однак існують непідтверджені свідчення про спостереження цього виду у 2004 році.

## Збереження
МСОП класифікує цей вид як такий, що перебуває на межі зникнення. Caribicus anelpistus загрожує знищення природного середовища та хижацтво з боку інтродукованих тварин. В типовій місцевості вид вимер, однак він міг зберегтися в залишках галерейних лісів в сусідніх районах.